# Maniac Chase
Maniac Chase er en amerikansk stumfilm fra 1904 af Edwin S. Porter.